# A Szovjetunió az 1956. évi nyári olimpiai játékokon
A Szovjetunió az ausztráliai Melbourne-ben és a svédországi Stockholmban megrendezett 1956. évi nyári olimpiai játékok egyik részt vevő nemzete volt. Az országot az olimpián 18 sportágban 281 sportoló képviselte, akik összesen 98 érmet szereztek.

## Érmesek
| Érem  | Versenyző | Sportág       | Versenyszám                                     |
| ----- | --- | ------------- | ----------------------------------------------- |
| Arany | Vlagyimir Kuc | Atlétika      | Férfi 5000 m                                    |
| Arany | Vlagyimir Kuc | Atlétika      | Férfi 10 000 m                                  |
| Arany | Leonyid Szpirin | Atlétika      | Férfi 20 km gyaloglás                           |
| Arany | Tamara Tiskevics | Atlétika      | Női súlylökés                                   |
| Arany | Inese Jaunzeme | Atlétika      | Női gerelyhajítás                               |
| Arany | Nyikolaj Szolovjov | Birkózás      | Kötöttfogás, 52 kg                              |
| Arany | Konsztantyin Virupajev | Birkózás      | Kötöttfogás, 57 kg                              |
| Arany | Givi Kartozija | Birkózás      | Kötöttfogás, 79 kg                              |
| Arany | Valentyin Nyikolajev | Birkózás      | Kötöttfogás, 87 kg                              |
| Arany | Anatolij Parfjonov | Birkózás      | Kötöttfogás, +87 kg                             |
| Arany | Mirian Calkalamanidze | Birkózás      | Szabadfogás, 52 kg                              |
| Arany | Vjacseszlav Ivanov | Evezés        | Férfi egypárevezős                              |
| Arany | Alekszandr Berkutov Jurij Tyukalov | Evezés        | Férfi kétpárevezős                              |
| Arany | Gracian Botyev Pavel Harin | Kajak-kenu    | Férfi kenu kettes 10 000 m                      |
| Arany | Jelizaveta Gyementyjeva | Kajak-kenu    | Női kajak egyes 500 m                           |
| Arany | Nemzeti válogatott Anatolij Basaskin Beca József Anatolij Iljin Anatolij Iszajev Valentyin Ivanov Lev Jasin Borisz Kuznyezov Anatolij Maszljonkin Igor Nyetto Mihail Ogonykov Alekszej Paramonov Borisz Razinszkij Vlagyimir Rizskin Szergej Szalnyikov Nyikita Szimonyan Eduard Sztrelcov Borisz Tatusin Nyikolaj Tyiscsenko | Labdarúgás    | Férfi                                           |
| Arany | Vlagyimir Szafronov | Ökölvívás     | Pehelysúly                                      |
| Arany | Vladimir Jengibarján | Ökölvívás     | Kisváltósúly                                    |
| Arany | Gennagyij Satkov | Ökölvívás     | Középsúly                                       |
| Arany | Ivan Gyerjugin Igor Novikov Alekszandr Taraszov | Öttusa        | Csapat                                          |
| Arany | Vitalij Romanyenko | Sportlövészet | Férfi futószarvas, egyes és dupla lövés (100 m) |
| Arany | Anatolij Bogdanov | Sportlövészet | Férfi sportpuska összetett                      |
| Arany | Vaszilij Boriszov | Sportlövészet | Férfi szabadpuska, összetett (300 m)            |
| Arany | Igor Ribak | Súlyemelés    | 67,5 kg                                         |
| Arany | Fjodor Bogdanovszkij | Súlyemelés    | 75 kg                                           |
| Arany | Arkagyij Vorobjov | Súlyemelés    | 90 kg                                           |
| Arany | Albert Azarján | Torna         | Férfi gyűrű                                     |
| Arany | Viktor Csukarin | Torna         | Férfi korlát                                    |
| Arany | Borisz Sahlin | Torna         | Férfi lólengés                                  |
| Arany | Valentyin Muratov | Torna         | Férfi talaj                                     |
| Arany | Valentyin Muratov | Torna         | Férfi ugrás                                     |
| Arany | Viktor Csukarin | Torna         | Férfi egyéni összetett                          |
| Arany | Albert Azarján Viktor Csukarin Valentyin Muratov Borisz Sahlin Pavel Sztolbov Jurij Tyitov | Torna         | Férfi csapat összetett                          |
| Arany | Larisza Latinyina | Torna         | Női talaj                                       |
| Arany | Larisza Latinyina | Torna         | Női ugrás                                       |
| Arany | Larisza Latinyina | Torna         | Női egyéni összetett                            |
| Arany | Polina Asztahova Ljudmila Jegorova Ligyija Kalinyina Larisza Latinyina Tamara Manyina Szofja Muratova | Torna         | Női csapat összetett                            |
| Ezüst | Antanas Mikėnas | Atlétika      | Férfi 20 km gyaloglás                           |
| Ezüst | Jevgenyij Maszkinszkov | Atlétika      | Férfi 50 km gyaloglás                           |
| Ezüst | Leonyid Bartenyev Jurij Konovalov Vlagyimir Szuharev Borisz Tokarev | Atlétika      | Férfi 4 × 100 m váltó                           |
| Ezüst | Mihail Krivonoszov | Atlétika      | Férfi kalapácsvetés                             |
| Ezüst | Marija Piszareva | Atlétika      | Női magasugrás                                  |
| Ezüst | Galina Zibina | Atlétika      | Női súlylökés                                   |
| Ezüst | Irina Begljakova | Atlétika      | Női diszkoszvetés                               |
| Ezüst | Vlagyimir Manyejev | Birkózás      | Kötöttfogás, 73 kg                              |
| Ezüst | Borisz Kulajev | Birkózás      | Szabadfogás, 87 kg                              |
| Ezüst | Igor Buldakov Viktor Ivanov | Evezés        | Férfi kormányos nélküli kettes                  |
| Ezüst | Igor Piszarev | Kajak-kenu    | Férfi kajak egyes 1000 m                        |
| Ezüst | Mikhail Kaaleste Anatolij Gyemitkov | Kajak-kenu    | Férfi kajak kettes 1000 m                       |
| Ezüst | Gracian Botyev Pavel Harin | Kajak-kenu    | Férfi kenu kettes 1000 m                        |
| Ezüst | Nemzeti válogatott Arkagyij Bocskarjov Jānis Krūmiņš Algirdas Lauritėnas Valdis Muižnieks Jurij Ozerov Kazys Petkevičius Stasys Stonkus Mihail Szemjonov Mihail Sztugyenyeckij Vlagyimir Torban Maigonis Valdmanis Viktor Zubkov                                                                                              | Kosárlabda    | Férfi                                           |
| Ezüst | Lev Muhin | Ökölvívás     | Nehézsúly                                       |
| Ezüst | Jevgenyij Cserkaszov | Sportlövészet | Férfi gyorstüzelő pisztoly                      |
| Ezüst | Mahmud Umarov | Sportlövészet | Férfi szabadpisztoly                            |
| Ezüst | Vaszilij Boriszov | Sportlövészet | Férfi sportpuska, fekvő                         |
| Ezüst | Alan Erdman | Sportlövészet | Férfi szabadpuska, összetett (300 m)            |
| Ezüst | Vlagyimir Sztogov | Súlyemelés    | 56 kg                                           |
| Ezüst | Jevgenyij Minajev | Súlyemelés    | 60 kg                                           |
| Ezüst | Ravil Habutgyinov | Súlyemelés    | 67,5 kg                                         |
| Ezüst | Vasīlijs Stepanovs | Súlyemelés    | 82,5 kg                                         |
| Ezüst | Valentyin Muratov | Torna         | Férfi gyűrű                                     |
| Ezüst | Jurij Tyitov | Torna         | Férfi nyújtó                                    |
| Ezüst | Viktor Csukarin | Torna         | Férfi talaj                                     |
| Ezüst | Larisza Latinyina | Torna         | Női felemás korlát                              |
| Ezüst | Tamara Manyina | Torna         | Női gerenda                                     |
| Ezüst | Tamara Manyina | Torna         | Női ugrás                                       |
| Bronz | Ardalion Ignatyjev | Atlétika      | Férfi 400 m                                     |
| Bronz | Bruno Junk | Atlétika      | Férfi 20 km gyaloglás                           |
| Bronz | Igor Kaskarov | Atlétika      | Férfi magasugrás                                |
| Bronz | Vitold Krejer | Atlétika      | Férfi hármasugrás                               |
| Bronz | Anatolij Szamocvetov | Atlétika      | Férfi kalapácsvetés                             |
| Bronz | Viktor Cibulenko | Atlétika      | Férfi gerelyhajítás                             |
| Bronz | Vaszilij Kuznyecov | Atlétika      | Férfi tízpróba                                  |
| Bronz | Nagyezsda Hnikina-Dvalisvili | Atlétika      | Női távolugrás                                  |
| Bronz | Nyina Ponomarjova | Atlétika      | Női diszkoszvetés                               |
| Bronz | Nagyezsda Konyajeva | Atlétika      | Női gerelyhajítás                               |
| Bronz | Roman Dzeneladze | Birkózás      | Kötöttfogás, 62 kg                              |
| Bronz | Mihail Sahov | Birkózás      | Szabadfogás, 57 kg                              |
| Bronz | Alimbeg Besztajev | Birkózás      | Szabadfogás, 67 kg                              |
| Bronz | Vahtang Balavadze | Birkózás      | Szabadfogás, 73 kg                              |
| Bronz | Georgij Szhirtladze | Birkózás      | Szabadfogás, 79 kg                              |
| Bronz | Igor Jemcsuk Vlagyimir Petrov Georgij Zsilin | Evezés        | Férfi kormányos kettes                          |
| Bronz | Gennagyij Buharin | Kajak-kenu    | Férfi kenu egyes 1000 m                         |
| Bronz | Gennagyij Buharin | Kajak-kenu    | Férfi kenu egyes 10 000 m                       |
| Bronz | Anatolij Lagetko | Ökölvívás     | Könnyűsúly                                      |
| Bronz | Romualdas Murauskas | Ökölvívás     | Félnehézsúly                                    |
| Bronz | Vlagyimir Szevrjugin | Sportlövészet | Férfi futószarvas, egyes és dupla lövés (100 m) |
| Bronz | Viktor Csukarin | Torna         | Férfi lólengés                                  |
| Bronz | Jurij Tyitov | Torna         | Férfi ugrás                                     |
| Bronz | Jurij Tyitov | Torna         | Férfi egyéni összetett                          |
| Bronz | Szofja Muratova | Torna         | Női felemás korlát                              |
| Bronz | Szofja Muratova | Torna         | Női egyéni összetett                            |
| Bronz | Polina Asztahova Ljudmila Jegorova Ligyija Kalinyina Larisza Latinyina Tamara Manyina Szofja Muratova | Torna         | Női csapat kéziszergyakorlat                    |
| Bronz | Harisz Junyicsev | Úszás         | Férfi 200 m mell                                |
| Bronz | Borisz Nyikityin Gennagyij Nyikolajev Vitalij Szorokin Vlagyimir Sztruzsanov | Úszás         | Férfi 4 × 200 m gyorsváltó                      |
| Bronz | Lev Kuznyecov | Vívás         | Férfi kard, egyéni                              |
| Bronz | Leonyid Bogdanov Jevhen Cserepovszkij Lev Kuznyecov Jakov Rilszkij David Tisler | Vívás         | Férfi kard, csapat                              |
| Bronz | Nemzeti válogatott Viktor Agejev Pjotr Breusz Borisz Gojhman Nodar Gvaharija Vjacseszlav Kurennoj Borisz Markarov Pjotr Msvenyieradze Valentyin Prokopov Mihail Rizsak Jurij Sljapin | Vízilabda     | Férfi                                           |

## Atlétika
Férfi
| Versenyző                                                           | Versenyszám     | Előfutam | Előfutam   | Negyeddöntő | Negyeddöntő | Elődöntő | Elődöntő | Döntő         | Döntő         |
| Versenyző                                                           | Versenyszám     | Idő      | Hely.      | Idő         | Hely.       | Idő      | Hely.    | Idő           | Helyezés      |
| ------------------------------------------------------------------- | --------------- | -------- | ---------- | ----------- | ----------- | -------- | -------- | ------------- | ------------- |
| Leonyid Bartenyev                                                   | 100 m           | 10,7     | 1.         | 10,6        | 4.          | kiesett  | kiesett  | kiesett       | kiesett       |
| Leonyid Bartenyev                                                   | 200 m           | 21,8     | 2.         | 21,4        | 4.          | kiesett  | kiesett  | kiesett       | kiesett       |
| Jurij Konovalov                                                     | 200 m           | 22,0     | 3.         | kiesett     | kiesett     | kiesett  | kiesett  | kiesett       | kiesett       |
| Jurij Konovalov                                                     | 100 m           | 10,6     | 2.         | 10,7        | 3.          | 10,8     | 6.       | kiesett       | kiesett       |
| Borisz Tokarev                                                      | 100 m           | 10,6     | 2.         | 10,7        | 2.          | 10,7     | 6.       | kiesett       | kiesett       |
| Borisz Tokarev                                                      | 200 m           | 21,6     | 1.         | 21,2        | 2.          | 21,3     | 3.       | 21,2          | 5.            |
| Konstantin Grachev                                                  | 400 m           | 49,4     | 4.         | kiesett     | kiesett     | kiesett  | kiesett  | kiesett       | kiesett       |
| Ardalion Ignatyjev                                                  | 400 m           | 48,6     | 1.         | 46,8        | 1.          | 46,8     | 1.       | 47,0          | =             |
| Jonas Pipynė                                                        | 1500 m          | 3:50,6   | 9.         |             |             |          |          | kiesett       | kiesett       |
| Yevgeny Sokolov                                                     | 1500 m          | 3:49,2   | 6.         |             |             |          |          | kiesett       | kiesett       |
| Sergey Soukhanov                                                    | 1500 m          | 3:53,0   | 7.         |             |             |          |          | kiesett       | kiesett       |
| Pjotr Bolotnyikov                                                   | 5000 m          | 14:28,0  | 4.         |             |             |          |          | 14:22,4       | 9.            |
| Pjotr Bolotnyikov                                                   | 10 000 m        |          | nincs adat | 16.         |             |          |          |               |               |
| Ivan Cherniavskiy                                                   | 10 000 m        |          | 29:31,6    | 6.          |             |          |          |               |               |
| Ivan Cherniavskiy                                                   | 5000 m          | 14:32,4  | 3.         |             |             |          |          | 14:22,4       | 10.           |
| Vlagyimir Kuc                                                       | 5000 m          | 14:15,4  | 2.         |             |             |          |          | 13:39,6       |               |
| Vlagyimir Kuc                                                       | 10 000 m        |          | 28:45,6    |             |             |          |          |               |               |
| Anatolij Mihajlov                                                   | 110 m gát       | 14,5     | 4.         |             | kiesett     | kiesett  | kiesett  | kiesett       |               |
| Boris Stolyarov                                                     | 110 m gát       | 14,3     | 3.         |             | 14,5        | 3.       | 14,6     | 6.            |               |
| Anatoliy Yulin                                                      | 400 m gát       | 52,1     | 1.         |             | 51,7        | 5.       | kiesett  | kiesett       |               |
| Jurij Litujev                                                       | 400 m gát       | 51,6     | 1.         |             | 51,8        | 3.       | 51,7     | 4.            |               |
| Yevgeny Kadyaykin                                                   | 3000 m akadály  | 9:09,6   | 9.         |             |             |          |          | kiesett       | kiesett       |
| Szemjon Rzsiscsin                                                   | 3000 m akadály  | 8:53,0   | 2.         |             |             |          |          | 8:44,6        | 5.            |
| Vasily Vlasenko                                                     | 3000 m akadály  | 8:55,0   | 7.         |             |             |          |          | kiesett       | kiesett       |
| Ivan Filin                                                          | Maraton         |          |            |             |             |          |          | 2:30:37       | 7.            |
| Borisz Grisajev                                                     | Maraton         |          |            |             |             |          |          | nem ért célba | nem ért célba |
| Albert Ivanov                                                       | Maraton         |          |            |             |             |          |          | nem ért célba | nem ért célba |
| Bruno Junk                                                          | 20 km gyaloglás |          |            |             |             |          |          | 1:32:12,0     |               |
| Antanas Mikėnas                                                     | 20 km gyaloglás |          |            |             |             |          |          | 1:32:03,0     |               |
| Leonyid Szpirin                                                     | 20 km gyaloglás |          |            |             |             |          |          | 1:31:27,4     |               |
| Grigory Klimov                                                      | 50 km gyaloglás |          |            |             |             |          |          | nem ért célba | nem ért célba |
| Mikhail Lavrov                                                      | 50 km gyaloglás |          |            |             |             |          |          | kizárták      | kizárták      |
| Jevgenyij Maszkinszkov                                              | 50 km gyaloglás |          |            |             |             |          |          | 4:32:57,0     |               |
| Leonyid Bartenyev Borisz Tokarev Jurij Konovalov Vlagyimir Szuharev | 4 × 100 m váltó | 40,7     | 1.         |             | 40,3        | 1.       | 39,8     |               |               |
| Konstantin Grachev Jurij Litujev Anatoliy Yulin Ardalion Ignatyjev  | 4 × 400 m váltó | 3:11,2   | 3.         |             | kiesett     | kiesett  |          |               |               |

| Versenyző            | Versenyszám   | Selejtező                | Selejtező                | Döntő                    | Döntő                    |
| Versenyző            | Versenyszám   | Eredmény                 | Helyezés                 | Eredmény                 | Helyezés                 |
| -------------------- | ------------- | ------------------------ | ------------------------ | ------------------------ | ------------------------ |
| Igor Kaskarov        | Magasugrás    | 192 cm                   | =1.                      | 208 cm                   |                          |
| Vladimir Polyakov    | Magasugrás    | érvényes kísérlet nélkül | érvényes kísérlet nélkül | kiesett                  | kiesett                  |
| Volodymyr Sitkin     | Magasugrás    | 192 cm                   | =1.                      | 200 cm                   | 6.                       |
| Vladimir Bulatov     | Rúdugrás      | 415 cm                   | =2.                      | 415 cm                   | =9.                      |
| Vitaliy Chernobai    | Rúdugrás      | 415 cm                   | =8.                      | 400 cm                   | 13.                      |
| Anatoly Petrov       | Rúdugrás      | 415 cm                   | =8.                      | 415 cm                   | 11.                      |
| Dmytro Bondarenko    | Távolugrás    | 737 cm                   | 5.                       | 744 cm                   | 4.                       |
| Oleg Fjodoszejev     | Távolugrás    | 742 cm                   | 3.                       | 727 cm                   | 8.                       |
| Igor Tyer-Oveneszjan | Távolugrás    | 715 cm                   | 13.                      | érvényes kísérlet nélkül | érvényes kísérlet nélkül |
| Vitold Krejer        | Hármasugrás   | 15,38 m                  | 5.                       | 16,02 m                  |                          |
| Leonyid Scserbakov   | Hármasugrás   | 15,59 m                  | 2.                       | 15,80 m                  | 6.                       |
| Boris Belyayev       | Súlylökés     | 15,03 m                  | 14.                      | 16,96 m                  | 5.                       |
| Vladimir Loshchilov  | Súlylökés     | 15,63 m                  | 10.                      | 15,62 m                  | 13.                      |
| Kim Bukhantsov       | Diszkoszvetés | 49,65 m                  | 4.                       | 48,58 m                  | 12.                      |
| Oto Grigalka         | Diszkoszvetés | 48,11 m                  | 9.                       | 52,37 m                  | 5.                       |
| Boris Matveyev       | Diszkoszvetés | 48,97 m                  | 6.                       | 51,38 m                  | 9.                       |
| Dmytro Yehorov       | Kalapácsvetés | 57,03 m                  | 8.                       | 60,22 m                  | 7.                       |
| Mihail Krivonoszov   | Kalapácsvetés | 54,53 m                  | 15.                      | 63,03 m                  |                          |
| Anatolij Szamocvetov | Kalapácsvetés | 59,53 m                  | 1.                       | 62,56 m                  |                          |
| Viktor Cibulenko     | Gerelyhajítás | 71,20 m                  | 8.                       | 79,50 m                  |                          |
| Aleksandr Gorshkov   | Gerelyhajítás | 72,31 m                  | 5.                       | 70,32 m                  | 8.                       |
| Vlagyimir Kuznyecov  | Gerelyhajítás | 73,89 m                  | 3.                       | 67,14 m                  | 12.                      |

| Versenyző          | Versenyszám | 100 m | 100 m | Távolugrás | Távolugrás | Súlylökés | Súlylökés | Magasugrás               | Magasugrás               | 400 m | 400 m | 110 m gát | 110 m gát | Diszkoszvetés | Diszkoszvetés | Rúdugrás | Rúdugrás | Gerelyhajítás            | Gerelyhajítás            | 1500 m           | 1500 m           | Végeredmény   | Végeredmény   |
| Versenyző          | Versenyszám | Idő   | Pont  | Eredmény   | Pont       | Eredmény  | Pont      | Eredmény                 | Pont                     | Idő   | Pont  | Idő       | Pont      | Eredmény      | Pont          | Eredmény | Pont     | Eredmény                 | Pont                     | Idő              | Pont             | Pont          | Helyezés      |
| ------------------ | ----------- | ----- | ----- | ---------- | ---------- | --------- | --------- | ------------------------ | ------------------------ | ----- | ----- | --------- | --------- | ------------- | ------------- | -------- | -------- | ------------------------ | ------------------------ | ---------------- | ---------------- | ------------- | ------------- |
| Yuriy Kutenko      | Tízpróba    | 11,6  | 707   | 664 cm     | 678        | 14,46 m   | 817       | érvényes kísérlet nélkül | érvényes kísérlet nélkül | 50,5  | 807   | 15,8      | 632       | 47,57 m       | 861           | 410 cm   | 795      | érvényes kísérlet nélkül | érvényes kísérlet nélkül | nem állt rajthoz | nem állt rajthoz | nem ért célba | nem ért célba |
| Vaszilij Kuznyecov | Tízpróba    | 11,2  | 834   | 704 cm     | 798        | 14,49 m   | 820       | 175 cm                   | 711                      | 50,2  | 828   | 14,9      | 840       | 44,33 m       | 754           | 395 cm   | 720      | 65,13 m                  | 854                      | 4:53,8           | 306              | 7465          |               |
| Uno Palu           | Tízpróba    | 11,5  | 737   | 665 cm     | 681        | 13,39 m   | 709       | 189 cm                   | 886                      | 50,8  | 786   | 15,4      | 716       | 40,38 m       | 637           | 360 cm   | 556      | 61,59 m                  | 768                      | 4:35,6           | 454              | 6930          | 4.            |

Női
| Versenyző                                                  | Versenyszám     | Előfutam | Előfutam | Elődöntő | Elődöntő | Döntő   | Döntő    |
| Versenyző                                                  | Versenyszám     | Idő      | Hely.    | Idő      | Hely.    | Idő     | Helyezés |
| ---------------------------------------------------------- | --------------- | -------- | -------- | -------- | -------- | ------- | -------- |
| Vera Krepkina                                              | 100 m           | 11,9     | 2.       | 11,9     | 5.       | kiesett | kiesett  |
| Galina Popova                                              | 100 m           | 11,6     | 1.       | 12,2     | 5.       | kiesett | kiesett  |
| Galina Rezchikova                                          | 100 m           | 11,8     | 2.       | 12,1     | 6.       | kiesett | kiesett  |
| Mariya Itkina                                              | 200 m           | 24,1     | 1.       | 24,3     | 4.       | kiesett | kiesett  |
| Vera Yugova                                                | 200 m           | 24,9     | 2.       | 24,9     | 6.       | kiesett | kiesett  |
| Olga Kosheleva                                             | 200 m           | 25,3     | 5.       | kiesett  | kiesett  | kiesett | kiesett  |
| Niliya Besedina-Kulakova                                   | 80 m gát        | 11,5     | 5.       | kiesett  | kiesett  | kiesett | kiesett  |
| Galina Bisztrova                                           | 80 m gát        | 10,9     | 2.       | 11,0     | 1.       | 11,0    | 4.       |
| Marija Golubnyicsaja                                       | 80 m gát        | 11,1     | 2.       | 11,0     | 3.       | 11,3    | 5.       |
| Vera Krepkina Galina Rezchikova Mariya Itkina Irina Turova | 4 × 100 m váltó | 46,1     | 3.       |          |          | 45,6    | 4.       |

| Versenyző                    | Versenyszám   | Selejtező | Selejtező | Döntő    | Döntő    |
| Versenyző                    | Versenyszám   | Eredmény  | Helyezés  | Eredmény | Helyezés |
| ---------------------------- | ------------- | --------- | --------- | -------- | -------- |
| Valentina Ballod             | Magasugrás    | 158 cm    | =14.      | 160 cm   | 11.      |
| Marija Piszareva             | Magasugrás    | 158 cm    | =7.       | 167 cm   | =        |
| Nagyezsda Hnikina-Dvalisvili | Távolugrás    | 595 cm    | 3.        | 607 cm   |          |
| Valentina Shaprunova         | Távolugrás    | 586 cm    | 4.        | 585 cm   | 6.       |
| Zinaida Doynikova            | Súlylökés     | 13,48 m   | 9.        | 15,54 m  | 4.       |
| Tamara Tiskevics             | Súlylökés     | 14,43 m   | 1.        | 16,59 m  |          |
| Galina Zibina                | Súlylökés     | 14,08 m   | 3.        | 16,53 m  |          |
| Irina Begljakova             | Diszkoszvetés | 47,65 m   | 3.        | 52,54 m  |          |
| Albina Yelkina               | Diszkoszvetés | 43,90 m   | =6.       | 48,20 m  | 5.       |
| Nyina Ponomarjova            | Diszkoszvetés | 48,34 m   | 2.        | 52,02 m  |          |
| Inese Jaunzeme               | Gerelyhajítás | 46,19 m   | 6.        | 53,86 m  |          |
| Nagyezsda Konyajeva          | Gerelyhajítás | 47,19 m   | 3.        | 50,28 m  |          |

## Birkózás
Kötöttfogású
| Versenyző              | Versenyszám | 1. forduló                      | 1. forduló | 1. forduló | 2. forduló                         | 2. forduló | 2. forduló | 3. forduló                       | 3. forduló | 3. forduló | 4. forduló                     | 4. forduló | 4. forduló | 5. forduló                    | 5. forduló | 5. forduló | 6. forduló        | 6. forduló | 6. forduló | 7. forduló        | 7. forduló | 7. forduló | Döntő                           | Döntő   | Döntő   | Helyezés    |
| Versenyző              | Versenyszám | Ellenfél Eredmény               | Pont       | Hely.      | Ellenfél Eredmény                  | Pont       | Hely.      | Ellenfél Eredmény                | Pont       | Hely.      | Ellenfél Eredmény              | Pont       | Hely.      | Ellenfél Eredmény             | Pont       | Hely.      | Ellenfél Eredmény | Pont       | Hely.      | Ellenfél Eredmény | Pont       | Hely.      | Ellenfél Eredmény               | Pont    | Hely.   | Helyezés    |
| ---------------------- | ----------- | ------------------------------- | ---------- | ---------- | ---------------------------------- | ---------- | ---------- | -------------------------------- | ---------- | ---------- | ------------------------------ | ---------- | ---------- | ----------------------------- | ---------- | ---------- | ----------------- | ---------- | ---------- | ----------------- | ---------- | ---------- | ------------------------------- | ------- | ------- | ----------- |
| Nyikolaj Szolovjov     | 52 kg       | Dumitru Pîrvulescu (ROU) · 2-1  | 1          | =3.        | André Zoete (FRA) · kétvállas      | 1          | 1.         | erőnyerő                         | 1          | 1.         | Dursan Ali Eğribaş (TUR) · 0-3 | 4          | =2.        |                               |            |            |                   |            |            |                   |            |            | Ignazio Fabra (ITA) · kétvállas | 4       | 1.      |             |
| Konsztantyin Virupajev | 57 kg       | Francisc Horvath (ROU) · 1-2    | 2          | =8.        | Yaşar Yılmaz (TUR) · 3-0           | 3          | =6.        | Dinko Petrov (BUL) · kétvállas   | 3          | =3.        | Hódos Imre (HUN) · 3-0         | 4          | =2.        | erőnyerő                      | 4          | =1.        |                   |            |            |                   |            |            | Edvin Vesterby (SWE) · 3-0      | 5       | 1.      |             |
| Roman Dzeneladze       | 62 kg       | Müzahir Sille (TUR) · kétvállas | 3          | =7.        | Gunnar Håkansson (SWE) · kétvállas | 3          | =4.        | Umberto Trippa (ITA) · kétvállas | 3          | =2.        | Rauno Mäkinen (FIN) · 2-1      | 4          | 3.         | erőnyerő                      | 4          | =1.        |                   |            |            |                   |            |            | Polyák Imre (HUN) · 1-2         | 6       | 3.      |             |
| Vladimir Rosin         | 67 kg       | Bartl Brötzner (AUT) · 0-3      | 3          | =6.        | Tóth Gyula (HUN) · 1-2             | 5          | 7.         | kiesett                          | kiesett    | kiesett    | kiesett                        | kiesett    | kiesett    | kiesett                       | kiesett    | kiesett    | kiesett           | kiesett    | kiesett    | kiesett           | kiesett    | kiesett    | kiesett                         | kiesett | kiesett | helyezetlen |
| Vlagyimir Manyejev     | 73 kg       | Veikko Rantanen (FIN) · 3-0     | 1          | =4.        | Ernst Wandaller (AUT) · kétvállas  | 1          | =2.        | Siegfried Schäfer (EUA) · 2-1    | 2          | =2.        | erőnyerő                       | 2          | 1.         | Per Berlin (SWE) · 3-0        | 3          | =1.        |                   |            |            |                   |            |            | Mithat Bayrak (TUR) · 0-3       | 7       | 2.      |             |
| Givi Kartozija         | 79 kg       | Rune Jansson (SWE) · 3-0        | 1          | =4.        | Wally Paterson (AUS) · kétvállas   | 1          | 2.         | Gurics György (HUN) · 3-0        | 2          | =2.        | Dimitar Dobrev (BUL) · 2-1     | 3          | =1.        |                               |            |            |                   |            |            |                   |            |            | erőnyerő                        | 3       | 1.      |             |
| Valentyin Nyikolajev   | 87 kg       | Petko Szirakov (BUL) · 3-0      | 1          | =2.        | Kovács Gyula (HUN) · 3-0           | 2          | 2.         | Veikko Lahti (FIN) · 3-0         | 3          | 2.         | Karl-Erik Nilsson (SWE) · 3-0  | 4          | =1.        |                               |            |            |                   |            |            |                   |            |            | erőnyerő                        | 4       | 1.      |             |
| Anatolij Parfjonov     | +87 kg      | Wilfried Dietrich (EUA) · 2-1   | 1          | =2.        | Bertil Antonsson (SWE) · 0-3       | 4          | =6.        | Huszein Mehmedov (BUL) · feladta | 4          | =4.        | erőnyerő                       | 4          | =1.        | Adelmo Bulgarelli (ITA) · 3-0 | 5          | 2.         |                   |            |            |                   |            |            | erőnyerő                        | 5       | 1.      |             |

Szabadfogású
| Versenyző             | Versenyszám | 1. forduló                         | 1. forduló | 1. forduló | 2. forduló                              | 2. forduló | 2. forduló | 3. forduló                       | 3. forduló | 3. forduló | 4. forduló                        | 4. forduló | 4. forduló | 5. forduló                         | 5. forduló | 5. forduló | 6. forduló              | 6. forduló | 6. forduló | Döntő                                        | Döntő   | Döntő   | Helyezés |
| Versenyző             | Versenyszám | Ellenfél Eredmény                  | Pont       | Hely.      | Ellenfél Eredmény                       | Pont       | Hely.      | Ellenfél Eredmény                | Pont       | Hely.      | Ellenfél Eredmény                 | Pont       | Hely.      | Ellenfél Eredmény                  | Pont       | Hely.      | Ellenfél Eredmény       | Pont       | Hely.      | Ellenfél Eredmény                            | Pont    | Hely.   | Helyezés |
| --------------------- | ----------- | ---------------------------------- | ---------- | ---------- | --------------------------------------- | ---------- | ---------- | -------------------------------- | ---------- | ---------- | --------------------------------- | ---------- | ---------- | ---------------------------------- | ---------- | ---------- | ----------------------- | ---------- | ---------- | -------------------------------------------- | ------- | ------- | -------- |
| Mirian Calkalamanidze | 52 kg       | Dick Delgado (USA) · 3-0           | 1          | =5.        | Tadashi Asai (JPN) · 2-1                | 2          | =3.        | Baban Daware (IND) · kétvállas   | 2          | =2.        | Hüseyin Akbaş (TUR) · 0-3         | 5          | 3.         | erőnyerő                           | 5          | =2.        |                         |            |            | Mohammad Ali Khojastehpour (IRI) · kétvállas | 5       | 1.      |          |
| Mihail Sahov          | 57 kg       | Mohamed Mehdi Yaghoubi (IRI) · 0-3 | 3          | =8.        | Ernesto Ramel (PHI) · kétvállas         | 3          | =5.        | Din Zahur (PAK) · kétvállas      | 3          | 4.         | erőnyerő                          | 3          | =1.        |                                    |            |            |                         |            |            | Mustafa Dağıstanlı (TUR) · 0-3               | 6       | 3.      |          |
| Linar Salimullin      | 62 kg       | erőnyerő                           | 0          | =1.        | Szaszahara Sózó (JPN) · 1-2             | 2          | =4.        | Ram Sarup (IND) · 3-0            | 3          | =3.        | Joseph Mewis (BEL) · 0-3          | 6          | =6.        | kiesett                            | kiesett    | kiesett    |                         |            |            | kiesett                                      | kiesett | kiesett | 6.       |
| Alimbeg Besztajev     | 67 kg       | erőnyerő                           | 0          | =1.        | O Thegun (O Tae-geun) (KOR) · kétvállas | 0          | 1.         | Georgi Zaychev (BUL) · kétvállas | 0          | 1.         | Muhammad Ashraf (PAK) · kétvállas | 0          | 1.         | Tóth Gyula (HUN) · 1-2 · óvás után | 1          | 1.         |                         |            |            | Imam-Ali Habibi (IRI) · kétvállas            | 4       | 3.      |          |
| Vahtang Balavadze     | 73 kg       | Veikko Rantanen (FIN) · 3-0        | 1          | =5.        | Alfred Tischendorf (EUA) · kétvállas    | 1          | =2.        | Ikeda Micuo (JPN) · 0-3          | 4          | =5.        | Per Berlin (SWE) · kétvállas      | 4          | =2.        |                                    |            |            |                         |            |            | İbrahim Zengin (TUR) · kétvállas             | 7       | 3.      |          |
| Georgij Szhirtladze   | 79 kg       | Nikola Sztancsev (BUL) · 0-3       | 3          | =9.        | Nicolas Arcales (PHI) · kétvállas       | 3          | =5.        | Manie van Zyl (RSA) · kétvállas  | 3          | =3.        | Hans Sterr (EUA) · kétvállas      | 3          | 2.         | İsmet Atlı (TUR) · 2-1             | 4          | =1.        |                         |            |            | Danny Hodge (USA) · kétvállas                | 7       | 3.      |          |
| Borisz Kulajev        | 87 kg       | Viking Palm (SWE) · 3-0            | 1          | =5.        | Adil Atan (TUR) · 2-1                   | 2          | =3.        | erőnyerő                         | 2          | 2.         | Gerry Martina (IRL) · kétvállas   | 2          | 2.         | Gholamreza Takhti (IRI) · 0-3      | 5          | 3.         | Peter Blair (USA) · 3-0 | 6          | 2.         | erőnyerő                                     | 7       | 2.      |          |
| Ivan Vykhristyuk      | +87 kg      | John da Silva (NZL) · 3-0          | 1          | =2.        | Kenneth Richmond (GBR) · 3-0            | 2          | =3.        | Huszein Mehmedov (BUL) · 0-3     | 5          | =6.        | kiesett                           | kiesett    | kiesett    | kiesett                            | kiesett    | kiesett    |                         |            |            | kiesett                                      | kiesett | kiesett | 6.       |

## Evezés
| Versenyző | Versenyszám              | Előfutam | Előfutam | Vigaszág | Vigaszág | Elődöntő | Elődöntő | Döntő   | Döntő   | Helyezés    |
| Versenyző | Versenyszám              | Idő      | Hely.    | Idő      | Hely.    | Idő      | Hely.    | Idő     | Hely.   | Helyezés    |
| --- | ------------------------ | -------- | -------- | -------- | -------- | -------- | -------- | ------- | ------- | ----------- |
| Vjacseszlav Ivanov | Egypárevezős             | 7:26,1   | 1.       | erőnyerő | erőnyerő | 9:02,7   | 1.       | 8:02,5  | 1.      |             |
| Alekszandr Berkutov Jurij Tyukalov | Kétpárevezős             | 6:44,4   | 1.       | erőnyerő | erőnyerő |          |          | 7:24,0  | 1.      |             |
| Igor Buldakov Viktor Ivanov | Kormányos nélküli kettes | 7:29,9   | 2.       | erőnyerő | erőnyerő | 8:41,3   | 1.       | 8:03,9  | 2.      |             |
| Igor Jemcsuk Georgij Zsilin Vlagyimir Petrov (kormányos) | Kormányos kettes         | 8:06,6   | 1.       | erőnyerő | erőnyerő | 9:26,2   | 2.       | 8:31,0  | 3.      |             |
| Leonid Zakharov Aleksandr Sheff Nikolay Karasyov Igor Ivanov | Kormányos nélküli négyes | 6:39,7   | 1.       | erőnyerő | erőnyerő | 8:18,3   | 3.       | kiesett | kiesett | helyezetlen |
| Andrey Arkhipov Yury Popov Valentin Zanin Yaroslav Cherstvy Anatoly Fetisov (kormányos)                                                                            | Kormányos négyes         | 7:07,5   | 2.       | erőnyerő | erőnyerő | 8:14,0   | 3.       | kiesett | kiesett | helyezetlen |
| Ernest Verbin Boris Fyodorov Szlava Amiragov Leonyid Gisszen Jevgenyij Szamszonov Anatoly Antonov Georgy Gushchenko Vlagyimir Krjukov Vlagyimir Petrov (kormányos) | Nyolcas                  | 6:06,5   | 2.       | erőnyerő | erőnyerő | 7:28,3   | 3.       | kiesett | kiesett | helyezetlen |

## Kajak-kenu
Férfi
| Versenyző                           | Versenyszám           | Előfutam | Előfutam | Döntő   | Döntő    |
| Versenyző                           | Versenyszám           | Idő      | Hely.    | Idő     | Helyezés |
| ----------------------------------- | --------------------- | -------- | -------- | ------- | -------- |
| Igor Piszarev                       | Kajak egyes 1000 m    | 4:22,2   | 2.       | 4:15,3  |          |
| Igor Piszarev                       | Kajak egyes 10 000 m  |          |          | 49:58,2 | 5.       |
| Mikhail Kaaleste Anatolij Gyemitkov | Kajak kettes 1000 m   | 3:55,1   | 1.       | 3:51,4  |          |
| Yevgeny Yatsinenko Sergey Klimov    | Kajak kettes 10 000 m |          |          | 45:49,3 | 5.       |
| Gennagyij Buharin                   | Kenu egyes 1000 m     |          |          | 5:12,7  |          |
| Gennagyij Buharin                   | Kenu egyes 10 000 m   |          |          | 57:14,5 |          |
| Pavel Harin Gracian Botyev          | Kenu kettes 1000 m    | 4:52,4   | 2.       | 4:48,6  |          |
| Pavel Harin Gracian Botyev          | Kenu kettes 10 000 m  |          |          | 54:02,4 |          |

Női
| Versenyző               | Versenyszám       | Előfutam | Előfutam | Döntő  | Döntő    |
| Versenyző               | Versenyszám       | Idő      | Hely.    | Idő    | Helyezés |
| ----------------------- | ----------------- | -------- | -------- | ------ | -------- |
| Jelizaveta Gyementyjeva | Kajak egyes 500 m | 2:20,9   | 2.       | 2:18,9 |          |

## Kerékpározás

### Országúti kerékpározás
| Versenyző                                                             | Versenyszám          | Idő              | Helyezés |
| --------------------------------------------------------------------- | -------------------- | ---------------- | -------- |
| Anatoly Cherepovich                                                   | Mezőnyverseny        | 5:23:50 (+2:33)  | 15.      |
| Viktor Kapitonov                                                      | Mezőnyverseny        | 5:30:45 (+9:28)  | 32.      |
| Mykola Kolumbet                                                       | Mezőnyverseny        | 5:23:50 (+2:33)  | 16.      |
| Viktor Vershinin                                                      | Mezőnyverseny        | 5:34:21 (+13:04) | 35.      |
| Versenyző                                                             | Versenyszám          | Pont             | Helyezés |
| Anatoly Cherepovich Viktor Kapitonov Mykola Kolumbet Viktor Vershinin | Csapat mezőnyverseny | 63               | 6.       |

### Pálya-kerékpározás
Sprintverseny
| Versenyző     | Versenyszám  | 1. forduló                                            | 1. forduló | Vigaszág selejtező     | Vigaszág selejtező | Vigaszág döntő       | Vigaszág döntő | Negyeddöntő                              | Elődöntő             | Döntő                | Helyezés |
| Versenyző     | Versenyszám  | Ellenfelek Győztes idő                                | Hely.      | Ellenfelek Győztes idő | Hely.              | Ellenfél Győztes idő | Hely.          | Ellenfél Győztes idő                     | Ellenfél Győztes idő | Ellenfél Győztes idő | Helyezés |
| ------------- | ------------ | ----------------------------------------------------- | ---------- | ---------------------- | ------------------ | -------------------- | -------------- | ---------------------------------------- | -------------------- | -------------------- | -------- |
| Boris Romanov | Férfi egyéni | Thomas Shardelow (RSA) · Anésio Argenton (BRA) · 12,4 | 1.         |                        |                    |                      |                | Warren Johnston (NZL) · 11,4, 12,0, 12,0 | kiesett              | kiesett              | 5.       |

Időfutam
| Versenyző      | Versenyszám  | Idő    | Helyezés |
| -------------- | ------------ | ------ | -------- |
| Boris Savostin | Férfi egyéni | 1:12,3 | =5.      |

Tandem
| Versenyző                               | Versenyszám     | 1. forduló | 1. forduló | Vigaszág                                                                       | Vigaszág | Vigaszág vesztesei     | Vigaszág vesztesei | Negyeddöntő          | Elődöntő             | Döntő                | Helyezés |
| Versenyző                               | Versenyszám     | Ellenfelek Győztes idő                                                                                               | Hely.      | Ellenfél Győztes idő                                                           | Hely.    | Ellenfelek Győztes idő | Hely.              | Ellenfél Győztes idő | Ellenfél Győztes idő | Ellenfél Győztes idő | Helyezés |
| --------------------------------------- | --------------- | --- | ---------- | ------------------------------------------------------------------------------ | -------- | ---------------------- | ------------------ | -------------------- | -------------------- | -------------------- | -------- |
| Rosztyiszlav Vargaskin Vlagyimir Leonov | Férfi kétüléses | Új-Zéland (NZL) · Ritchie Johnston · Warren Johnston · Egyesült Államok (USA) · Donald Ferguson · James Rossi · 11,3 | 3.         | Egyesült Német Csapat (EUA) · Fritz Neuser · Günther Ziegler · nem értek célba | -        | visszaléptek           | -                  | kiesett              | kiesett              | kiesett              | 9.       |

 megjegyzés: A vigaszág első körében az Egyesült Német Csapat és a Szovjetunió versenyzői összeütköztek, három versenyzőt kórházba kellett szállítani; a német versenyzők tudták folytatni a versenyt, a szovjetek viszont visszaléptek, így a németek jutottak tovább.
Üldözőverseny
| Versenyző                                                    | Versenyszám  | Selejtező                                                                                               | Selejtező | Selejtező | Negyeddöntő                                                                                      | Negyeddöntő | Negyeddöntő | Elődöntő     | Elődöntő  | Elődöntő | Döntő        | Döntő     | Helyezés |
| Versenyző                                                    | Versenyszám  | Ellenfél Idő                                                                                            | Saját idő | Hely.     | Ellenfél Idő                                                                                     | Saját idő   | Hely.       | Ellenfél Idő | Saját idő | Hely.    | Ellenfél Idő | Saját idő | Helyezés |
| ------------------------------------------------------------ | ------------ | --- | --------- | --------- | ------------------------------------------------------------------------------------------------ | ----------- | ----------- | ------------ | --------- | -------- | ------------ | --------- | -------- |
| Rodislav Chizhikov Eduard Gusev Viktor Ilyin Volodymyr Mitin | Férfi csapat | Belgium (BEL) · André Bar · Gustaaf De Smet · François De Wagheneire · Guillaume Van Tongerloo · 4:55,6 | 4:54,4    | 1.        | Nagy-Britannia (GBR) · Donald Burgess · Michael Gambrill · John Geddes · Thomas Simpson · 4:48,8 | 4:53,4      | 2.          | kiesett      | kiesett   | kiesett  | kiesett      | kiesett   | 5.       |

## Kosárlabda
| Szovjet férfi kosárlabdacsapat-játékoskeret                                                                       | Szovjet férfi kosárlabdacsapat-játékoskeret                                                                         |
| --- | --- |
| - Arkagyij Bocskarjov - Jānis Krūmiņš - Algirdas Lauritėnas - Valdis Muižnieks - Jurij Ozerov - Kazys Petkevičius | - Stasys Stonkus - Mihail Szemjonov - Mihail Sztugyenyeckij - Vlagyimir Torban - Maigonis Valdmanis - Viktor Zubkov |

### Eredmények
Csoportkör
B csoport
| Csapat              | M | Gy | V | P+  | P–  | Pk   |
| ------------------- | - | -- | - | --- | --- | ---- |
| Franciaország (FRA) | 3 | 3  | 0 | 236 | 183 | +53  |
| Szovjetunió (URS)   | 3 | 2  | 1 | 255 | 177 | +78  |
| Kanada (CAN)        | 3 | 1  | 2 | 206 | 234 | –28  |
| Szingapúr (SIN)     | 3 | 0  | 3 | 154 | 257 | –103 |

| 1956. november 22. | Szovjetunió (URS) | 97 – 59 | Kanada (CAN) |  |
| 1956. november 22. | (46–20)           |         |              |  |

| 1956. november 24. | Franciaország (FRA) | 76 – 67 | Szovjetunió (URS) |  |
| 1956. november 24. | (24–18)             |         |                   |  |

| 1956. november 26. | Szovjetunió (URS) | 91 – 42 | Szingapúr (SIN) |  |
| 1956. november 26. | (40–21)           |         |                 |  |

Középdöntő
F csoport
| Csapat                 | M | Gy | V | P+  | P–  | Pk   |
| ---------------------- | - | -- | - | --- | --- | ---- |
| Egyesült Államok (USA) | 3 | 3  | 0 | 283 | 150 | +133 |
| Szovjetunió (URS)      | 3 | 2  | 1 | 208 | 209 | –1   |
| Bulgária (BUL)         | 3 | 1  | 2 | 182 | 224 | –42  |
| Brazília (BRA)         | 3 | 0  | 3 | 192 | 282 | –90  |

| 1956. november 27. | Szovjetunió (URS) | 87 – 68 | Brazília (BRA) |  |
| 1956. november 27. | (37–28)           |         |                |  |

| 1956. november 28. | Szovjetunió (URS) | 66 – 56 | Bulgária (BUL) |  |
| 1956. november 28. | (37–32)           |         |                |  |

| 1956. november 29. | Egyesült Államok (USA) | 85 – 55 | Szovjetunió (URS) |  |
| 1956. november 29. | (39–32)                |         |                   |  |

Elődöntő
| 1956. november 30. | Szovjetunió (URS) | 56 – 49 | Franciaország (FRA) |  |
| 1956. november 30. | (25–19)           |         |                     |  |

Döntő
| 1956. december 1. | Egyesült Államok (USA) | 89 – 55 | Szovjetunió (URS) |  |
| 1956. december 1. | (56–27)                |         |                   |  |

| Csapat            | Helyezés |
| ----------------- | -------- |
| Szovjetunió (URS) |          |

## Labdarúgás
| Szovjet labdarúgócsapat-játékoskeret | Szovjet labdarúgócsapat-játékoskeret |
| --- | --- |
| - Anatolij Basaskin - Beca József - Anatolij Iljin - Anatolij Iszajev - Valentyin Ivanov - Lev Jasin - Borisz Kuznyezov - Anatolij Maszljonkin - Igor Nyetto | - Mihail Ogonykov - Alekszej Paramonov - Borisz Razinszkij - Vlagyimir Rizskin - Szergej Szalnyikov - Nyikita Szimonyan - Eduard Sztrelcov - Borisz Tatusin - Nyikolaj Tyiscsenko |

### Eredmények
Nyolcaddöntő
| 1956. november 24. 14:30 |

| Szovjetunió               | 2–1               | Egyesült Német Csapat |
| ------------------------- | ----------------- | --------------------- |
| Iszajev 23' Sztrelcov 86' | (1–0) Jegyzőkönyv | Habig 89'             |

| Melbourne Nézőszám: 20 000 Játékvezető: Robert Mann (brit) |

Negyeddöntő
| 1956. november 29. 16:30 |

| Indonézia | 0–0         | Szovjetunió |
| --------- | ----------- | ----------- |
|           | Jegyzőkönyv |             |

| Melbourne Nézőszám: 3228 Játékvezető: Reginald Lund (új-zélandi) |

Újrajátszás
| 1956. december 1. 16:30 |

| Szovjetunió                              | 4–0               | Indonézia |
| ---------------------------------------- | ----------------- | --------- |
| Szalnyikov 17' 59' Ivanov 19' Nyetto 43' | (3–0) Jegyzőkönyv |           |

| Melbourne Nézőszám: 6735 Játékvezető: Reginald Lund (új-zélandi) |

Elődöntő
| 1956. december 5. 16:30 |

| Szovjetunió                 | 2–1 (h. u.)                 | Bulgária  |
| --------------------------- | --------------------------- | --------- |
| Sztrelcov 112' Tatusin 116' | (0–0, 0–0, 0–1) Jegyzőkönyv | Kolev 95' |

| Melbourne Nézőszám: 21 079 Játékvezető: Robert Mann (brit) |

Döntő
| 1956. december 8. 14:15 |

| Szovjetunió | 1–0               | Jugoszlávia |
| ----------- | ----------------- | ----------- |
| Iljin 48'   | (0–0) Jegyzőkönyv |             |

| Melbourne Nézőszám: 86 716 Játékvezető: Ron Wright (ausztrál) |

| Csapat            | Helyezés |
| ----------------- | -------- |
| Szovjetunió (URS) |          |

## Lovaglás
megjegyzés: A lovas versenyszámokat a svédországi Stockholmban rendezték meg a szigorú ausztrál állat-egészségügyi szabályok miatt.
Díjlovaglás
| Versenyző                                      | Ló                       | Versenyszám | Döntő  | Döntő    |
| Versenyző                                      | Ló                       | Versenyszám | Pont   | Helyezés |
| ---------------------------------------------- | ------------------------ | ----------- | ------ | -------- |
| Szergej Filatov                                | Ingas                    | Egyéni      | 744,0  | 11.      |
| Nikolay Sitko                                  | Skatchek                 | Egyéni      | 700,0  | 18.      |
| Aleksandr Vtorov                               | Repertoir                | Egyéni      | 726,0  | 15.      |
| Szergej Filatov Nikolay Sitko Aleksandr Vtorov | Ingas Skatchek Repertoir | Csapat      | 2170,0 | 4.       |

Díjugratás
| Versenyző                                     | Ló                   | Versenyszám | 1. forduló | 1. forduló | 2. forduló    | 2. forduló    | Összesen    | Összesen    |
| Versenyző                                     | Ló                   | Versenyszám | Pont       | Hely.      | Pont          | Hely.         | Pont        | Helyezés    |
| --------------------------------------------- | -------------------- | ----------- | ---------- | ---------- | ------------- | ------------- | ----------- | ----------- |
| Andrey Favorsky                               | Manevr               | Egyéni      | 20,00      | =20.       | 20,00         | =21.          | 40,00       | =21.        |
| Boris Lilov                                   | Boston               | Egyéni      | 108,50     | =49.       | nem ért célba | nem ért célba | helyezetlen | helyezetlen |
| Vladimir Raspopov                             | Kodeks               | Egyéni      | 32,00      | =35.       | 44,50         | 43.           | 76,50       | 39.         |
| Andrey Favorsky Boris Lilov Vladimir Raspopov | Manevr Boston Kodeks | Csapat      | 160,50     | 13.        | nem ért célba | nem ért célba | helyezetlen | helyezetlen |

Lovastusa
| Versenyző                                           | Ló                      | Versenyszám | Díjlovaglás | Díjlovaglás | Tereplovaglás | Tereplovaglás | Díjugratás | Díjugratás | Végeredmény | Végeredmény |
| Versenyző                                           | Ló                      | Versenyszám | Bünt.       | Hely.       | Bünt.         | Hely.         | Bünt.      | Hely.      | Bünt.       | Helyezés    |
| --------------------------------------------------- | ----------------------- | ----------- | ----------- | ----------- | ------------- | ------------- | ---------- | ---------- | ----------- | ----------- |
| Lev Baklyshkin                                      | Guimnast                | Egyéni      | -119,20     | 13.         | 42,55         | 5.            | -20,00     | =22.       | -96,65      | 4.          |
| Valerian Kuybyshev                                  | Perekop                 | Egyéni      | -110,80     | 9.          | -567,20       | 41.           | -40,00     | =33.       | -718,00     | 35.         |
| Nikolay Shelenkov                                   | Satrap                  | Egyéni      | -129,20     | =21.        | -148,48       | 27.           | -20,00     | =22.       | -297,68     | 26.         |
| Lev Baklyshkin Valerian Kuybyshev Nikolay Shelenkov | Guimnast Perekop Satrap | Csapat      | -359,20     | 4.          | -673,13       | 7.            | -80,00     | 7.         | -1112,33    | 7.          |

## Műugrás
Férfi
| Versenyző        | Versenyszám        | Selejtező | Selejtező | Döntő   | Döntő   | Döntő    |
| Versenyző        | Versenyszám        | Pont      | Helyezés  | Pont    | Össz.   | Helyezés |
| ---------------- | ------------------ | --------- | --------- | ------- | ------- | -------- |
| Yury Kasakov     | Egyéni műugrás     | 74,68     | 12.       | 54,66   | 129,34  | 9.       |
| Gennagyij Udalov | Egyéni műugrás     | 83,06     | 6.        | 57,58   | 140,64  | 5.       |
| Roman Brener     | Egyéni műugrás     | 83,82     | 4.        | 55,32   | 139,14  | 6.       |
| Roman Brener     | Egyéni toronyugrás | 76,56     | 5.        | 66,39   | 142,95  | 5.       |
| Mihail Csacsba   | Egyéni toronyugrás | 73,02     | 8.        | 61,50   | 134,52  | 8.       |
| Gennagyij Galkin | Egyéni toronyugrás | 68,92     | 13.       | kiesett | kiesett | kiesett  |

Női
| Versenyző             | Versenyszám        | Selejtező | Selejtező | Döntő | Döntő  | Döntő    |
| Versenyző             | Versenyszám        | Pont      | Helyezés  | Pont  | Össz.  | Helyezés |
| --------------------- | ------------------ | --------- | --------- | ----- | ------ | -------- |
| Zoya Blyuvas          | Egyéni műugrás     | 62,12     | 9.        | 36,03 | 98,15  | 11.      |
| Valentyina Csumicseva | Egyéni műugrás     | 65,42     | 5.        | 53,08 | 118,50 | 5.       |
| Nyinel Krutova        | Egyéni műugrás     | 61,54     | 10.       | 38,80 | 100,34 | 10.      |
| Raisza Gorohovszkaja  | Egyéni toronyugrás | 52,64     | 2.        | 21,20 | 73,84  | 9.       |
| Tatyjana Karakasjanc  | Egyéni toronyugrás | 52,19     | 3.        | 24,76 | 76,95  | 5.       |
| Ljubov Zsigalova      | Egyéni toronyugrás | 49,22     | 8.        | 27,18 | 76,40  | 6.       |

## Ökölvívás
| Versenyző            | Versenyszám   | 32-es főtábla              | Nyolcaddöntő                     | Negyeddöntő                         | Elődöntő                       | Döntő                       | Helyezés |
| Versenyző            | Versenyszám   | Ellenfél Eredmény          | Ellenfél Eredmény                | Ellenfél Eredmény                   | Ellenfél Eredmény              | Ellenfél Eredmény           | Helyezés |
| -------------------- | ------------- | -------------------------- | -------------------------------- | ----------------------------------- | ------------------------------ | --------------------------- | -------- |
| Vladimir Stolnikov   | Légsúly       | Edgar Basel (EUA) · GY     | Salvatore Burruni (ITA) · GY     | Terence Spinks (GBR) · V            | kiesett                        | kiesett                     | 5.       |
| Boris Stepanov       | Harmatsúly    | erőnyerő                   | Frederick Gilroy (IRL) · KO      | kiesett                             | kiesett                        | kiesett                     | 9.       |
| Vlagyimir Szafronov  | Pehelysúly    | erőnyerő                   | Agostino Cossia (ITA) · GY       | André de Souza (FRA) · GY           | Henryk Niedźwiedzki (POL) · GY | Thomas Nicholls (GBR) · GY  |          |
| Anatolij Lagetko     | Könnyűsúly    | Francisco Núñez (ARG) · GY | Isimaru Tosihito (JPN) · GY      | Edward Beattie (CAN) · GY           | Richard McTaggart (GBR) · V    | kiesett                     |          |
| Vladimir Jengibarján | Kisváltósúly  | erőnyerő                   | Leszek Drogosz (POL) · GY        | Claude Saluden (FRA) · GY           | Henry Loubscher (RSA) · GY     | Franco Nenci (ITA) · GY     |          |
| Eduard Borisov       | Váltósúly     |                            | Nicky Gargano (GBR) · V          | kiesett                             | kiesett                        | kiesett                     | 9.       |
| Rychard Karpov       | Nagyváltósúly |                            | Zbigniew Pietrzykowski (POL) · V | kiesett                             | kiesett                        | kiesett                     | 9.       |
| Gennagyij Satkov     | Középsúly     |                            | Ralph Hosack (CAN) · GY          | Giulio Rinaldi (ITA) · visszalépett | Víctor Zalazar (ARG) · RTD     | Ramón Tapia (CHI) · KO      |          |
| Romualdas Murauskas  | Félnehézsúly  |                            | erőnyerő                         | Tony Madigan (AUS) · GY             | James Boyd (USA) · V           | kiesett                     |          |
| Lev Muhin            | Nehézsúly     |                            | Bozhil Lozanov (BUL) · RTD       | Törner Åhsman (SWE) · KO            | Giacomo Bozzano (ITA) · KO     | Pete Rademacher (USA) · RSC |          |

## Öttusa
| Versenyző                                       | Versenyszám | Lovaglás | Lovaglás | Lovaglás | Lovaglás | Vívás    | Vívás  | Vívás | Lövészet | Lövészet | Lövészet | Úszás  | Úszás  | Úszás | Futás   | Futás  | Futás | Összesen    | Összesen |
| Versenyző                                       | Versenyszám | Idő      | Bünt.    | Pont     | Hely.    | Eredmény | Pont   | Hely. | Pontszám | Pont     | Hely.    | Idő    | Pont   | Hely. | Idő     | Pont   | Hely. | Összes pont | Helyezés |
| ----------------------------------------------- | ----------- | -------- | -------- | -------- | -------- | -------- | ------ | ----- | -------- | -------- | -------- | ------ | ------ | ----- | ------- | ------ | ----- | ----------- | -------- |
| Ivan Gyerjugin                                  | Egyéni      | 11:02    | 0        | 845,0    | 12.      | 14–21    | 556,0  | 26.   | 184      | 780,0    | 16.      | 3:46,7 | 1070,0 | 1.    | 13:53,8 | 1201,0 | 3.    | 4452,0      | 9.       |
| Igor Novikov                                    | Egyéni      | 10:55    | 60       | 802,5    | 14.      | 21–14    | 815,0  | 8.    | 191      | 920,0    | 2.       | 4:03,6 | 985,0  | 6.    | 13:56,3 | 1192,0 | 4.    | 4714,5      | 4.       |
| Alekszandr Taraszov                             | Egyéni      | 10:44    | 80       | 810,0    | 13.      | 20–15    | 778,0  | 10.   | 189      | 880,0    | 5.       | 4:35,0 | 825,0  | 21.   | 13:58,1 | 1186,0 | 5.    | 4479,0      | 8.       |
| Ivan Gyerjugin Igor Novikov Alekszandr Taraszov | Csapat      |          |          | 2457,5   | 3.       |          | 2194,0 | 3.    |          | 2580,0   | 1.       |        | 2880,0 | 1.    |         | 3579,0 | 1.    | 13690,5     |          |

## Sportlövészet
Férfi
| Versenyző            | Versenyszám                               | Döntő    | Döntő    |
| Versenyző            | Versenyszám                               | Pont     | Helyezés |
| -------------------- | ----------------------------------------- | -------- | -------- |
| Jevgenyij Cserkaszov | Gyorstüzelő pisztoly                      | 585      |          |
| Vasily Sorokin       | Gyorstüzelő pisztoly                      | 567      | 24.      |
| Anton Yasynskiy      | Szabadpisztoly                            | 550      | 5.       |
| Mahmud Umarov        | Szabadpisztoly                            | 556      |          |
| Anatolij Bogdanov    | Sportpuska, fekvő                         | 593      | 29.      |
| Anatolij Bogdanov    | Sportpuska, összetett                     | 1172     |          |
| Vaszilij Boriszov    | Sportpuska, összetett                     | 1163     | 4.       |
| Vaszilij Boriszov    | Sportpuska, fekvő                         | 599      |          |
| Vaszilij Boriszov    | Szabadpuska, összetett (300 m)            | 1138     |          |
| Alan Erdman          | Szabadpuska, összetett (300 m)            | 1137     |          |
| Vitalij Romanyenko   | Futószarvas, egyes és dupla lövés (100 m) | 441      |          |
| Vlagyimir Szevrjugin | Futószarvas, egyes és dupla lövés (100 m) | 429      |          |
| Nikolay Mogilevsky   | Trap                                      | 188(+23) | 4.       |
| Yury Nikandrov       | Trap                                      | 188(+22) | 5.       |

## Súlyemelés
| Versenyző            | Versenyszám | Nyomás   | Nyomás   | Szakítás | Szakítás | Lökés    | Lökés    | Összesen | Helyezés |
| Versenyző            | Versenyszám | Eredmény | Helyezés | Eredmény | Helyezés | Eredmény | Helyezés | Összesen | Helyezés |
| -------------------- | ----------- | -------- | -------- | -------- | -------- | -------- | -------- | -------- | -------- |
| Vlagyimir Sztogov    | 56 kg       | 105,0    | =1.      | 105,0    | =1.      | 127,5    | =4.      | 337,5    |          |
| Jevgenyij Minajev    | 60 kg       | 115,0    | 1.       | 100,0    | =4.      | 127,5    | =3.      | 342,5    |          |
| Ravil Habutgyinov    | 67,5 kg     | 125,0    | 1.       | 110,0    | =4.      | 137,5    | =6.      | 372,5    |          |
| Igor Ribak           | 67,5 kg     | 110,0    | =5.      | 120,0    | 1.       | 150,0    | =1.      | 380,0    |          |
| Fjodor Bogdanovszkij | 75 kg       | 132,5    | 1.       | 122,5    | 2.       | 165,0    | 1.       | 420,0    |          |
| Vasīlijs Stepanovs   | 82,5 kg     | 135,0    | 2.       | 130,0    | =2.      | 162,5    | =3.      | 427,5    |          |
| Arkagyij Vorobjov    | 90 kg       | 147,5    | 1.       | 137,5    | =1.      | 177,5    | 1.       | 462,5    |          |

## Torna
Férfi
| Versenyző                                                                                  | Versenyszám      | Döntő    | Döntő    |
| Versenyző                                                                                  | Versenyszám      | Pontszám | Helyezés |
| ------------------------------------------------------------------------------------------ | ---------------- | -------- | -------- |
| Albert Azarján                                                                             | Talaj            | 17,95    | 40.      |
| Albert Azarján                                                                             | Ugrás            | 18,55    | =11.     |
| Albert Azarján                                                                             | Korlát           | 19,00    | 5.       |
| Albert Azarján                                                                             | Nyújtó           | 18,95    | 8.       |
| Albert Azarján                                                                             | Gyűrű            | 19,35    |          |
| Albert Azarján                                                                             | Lólengés         | 18,75    | =12.     |
| Albert Azarján                                                                             | Egyéni összetett | 112,55   | 7.       |
| Viktor Csukarin                                                                            | Talaj            | 19,10    | =        |
| Viktor Csukarin                                                                            | Ugrás            | 18,60    | =7.      |
| Viktor Csukarin                                                                            | Korlát           | 19,20    |          |
| Viktor Csukarin                                                                            | Nyújtó           | 19,25    | =4.      |
| Viktor Csukarin                                                                            | Gyűrű            | 19,00    | =7.      |
| Viktor Csukarin                                                                            | Lólengés         | 19,10    |          |
| Viktor Csukarin                                                                            | Egyéni összetett | 114,25   |          |
| Valentyin Muratov                                                                          | Talaj            | 19,20    |          |
| Valentyin Muratov                                                                          | Ugrás            | 18,85    | =        |
| Valentyin Muratov                                                                          | Korlát           | 18,70    | =16.     |
| Valentyin Muratov                                                                          | Nyújtó           | 18,60    | =25.     |
| Valentyin Muratov                                                                          | Gyűrű            | 19,15    |          |
| Valentyin Muratov                                                                          | Lólengés         | 18,80    | =9.      |
| Valentyin Muratov                                                                          | Egyéni összetett | 113,30   | 5.       |
| Borisz Sahlin                                                                              | Talaj            | 18,25    | 28.      |
| Borisz Sahlin                                                                              | Ugrás            | 18,70    | =4.      |
| Borisz Sahlin                                                                              | Korlát           | 18,85    | =8.      |
| Borisz Sahlin                                                                              | Nyújtó           | 18,75    | =13.     |
| Borisz Sahlin                                                                              | Gyűrű            | 18,70    | =15.     |
| Borisz Sahlin                                                                              | Lólengés         | 19,25    |          |
| Borisz Sahlin                                                                              | Egyéni összetett | 112,50   | =8.      |
| Pavel Sztolbov                                                                             | Talaj            | 18,50    | =16.     |
| Pavel Sztolbov                                                                             | Ugrás            | 18,35    | =28.     |
| Pavel Sztolbov                                                                             | Korlát           | 17,95    | =41.     |
| Pavel Sztolbov                                                                             | Nyújtó           | 19,25    | =4.      |
| Pavel Sztolbov                                                                             | Gyűrű            | 18,80    | =12.     |
| Pavel Sztolbov                                                                             | Lólengés         | 18,90    | =7.      |
| Pavel Sztolbov                                                                             | Egyéni összetett | 111,75   | 14.      |
| Jurij Tyitov                                                                               | Talaj            | 18,95    | 5.       |
| Jurij Tyitov                                                                               | Ugrás            | 18,75    |          |
| Jurij Tyitov                                                                               | Korlát           | 18,85    | =8.      |
| Jurij Tyitov                                                                               | Nyújtó           | 19,40    |          |
| Jurij Tyitov                                                                               | Gyűrű            | 18,85    | =10.     |
| Jurij Tyitov                                                                               | Lólengés         | 19,00    | 5.       |
| Jurij Tyitov                                                                               | Egyéni összetett | 113,80   |          |
| Albert Azarján Viktor Csukarin Valentyin Muratov Borisz Sahlin Pavel Sztolbov Jurij Tyitov | Csapat összetett | 568,25   |          |

Női
| Versenyző                                                                                             | Versenyszám      | Döntő    | Döntő    |
| Versenyző                                                                                             | Versenyszám      | Pontszám | Helyezés |
| --- | ---------------- | -------- | -------- |
| Polina Asztahova                                                                                      | Talaj            | 18,400   | 13.      |
| Polina Asztahova                                                                                      | Ugrás            | 17,566   | =50.     |
| Polina Asztahova                                                                                      | Felemás korlát   | 18,566   | 9.       |
| Polina Asztahova                                                                                      | Gerenda          | 18,166   | =13.     |
| Polina Asztahova                                                                                      | Egyéni összetett | 72,700   | 17.      |
| Ljudmila Jegorova                                                                                     | Talaj            | 18,466   | =9.      |
| Ljudmila Jegorova                                                                                     | Ugrás            | 18,466   | 9.       |
| Ljudmila Jegorova                                                                                     | Felemás korlát   | 18,133   | =24.     |
| Ljudmila Jegorova                                                                                     | Gerenda          | 18,466   | =7.      |
| Ljudmila Jegorova                                                                                     | Egyéni összetett | 73,533   | 10.      |
| Ligyija Kalinyina                                                                                     | Talaj            | 18,433   | =11.     |
| Ligyija Kalinyina                                                                                     | Ugrás            | 17,333   | 56.      |
| Ligyija Kalinyina                                                                                     | Felemás korlát   | 18,266   | =18.     |
| Ligyija Kalinyina                                                                                     | Gerenda          | 18,000   | =21.     |
| Ligyija Kalinyina                                                                                     | Egyéni összetett | 72,033   | =21.     |
| Larisza Latinyina                                                                                     | Talaj            | 18,733   | =        |
| Larisza Latinyina                                                                                     | Ugrás            | 18,833   |          |
| Larisza Latinyina                                                                                     | Felemás korlát   | 18,833   |          |
| Larisza Latinyina                                                                                     | Gerenda          | 18,533   | =4.      |
| Larisza Latinyina                                                                                     | Egyéni összetett | 74,933   |          |
| Tamara Manyina                                                                                        | Talaj            | 18,466   | =9.      |
| Tamara Manyina                                                                                        | Ugrás            | 18,800   |          |
| Tamara Manyina                                                                                        | Felemás korlát   | 18,333   | 16.      |
| Tamara Manyina                                                                                        | Gerenda          | 18,633   | =        |
| Tamara Manyina                                                                                        | Egyéni összetett | 74,233   | 6.       |
| Szofja Muratova                                                                                       | Talaj            | 18,566   | =4.      |
| Szofja Muratova                                                                                       | Ugrás            | 18,666   | 5.       |
| Szofja Muratova                                                                                       | Felemás korlát   | 18,800   |          |
| Szofja Muratova                                                                                       | Gerenda          | 18,433   | 10.      |
| Szofja Muratova                                                                                       | Egyéni összetett | 74,466   |          |
| Polina Asztahova Ljudmila Jegorova Ligyija Kalinyina Larisza Latinyina Tamara Manyina Szofja Muratova | Csapat összetett | 444,787  |          |

| Versenyző                                                                                             | Versenyszám              | Döntő      | Döntő    | Döntő    |
| Versenyző                                                                                             | Versenyszám              | Eszköz     | Pontszám | Helyezés |
| --- | ------------------------ | ---------- | -------- | -------- |
| Polina Asztahova Ljudmila Jegorova Ligyija Kalinyina Larisza Latinyina Tamara Manyina Szofja Muratova | Csapat kéziszergyakorlat | nincs adat | 74,00    | =        |

## Úszás
Férfi
| Versenyző                                                                    | Versenyszám          | Előfutam | Előfutam | Előfutam | Elődöntő | Elődöntő | Elődöntő | Döntő   | Döntő    |
| Versenyző                                                                    | Versenyszám          | Idő      | Hely.    | Össz.    | Idő      | Hely.    | Össz.    | Idő     | Helyezés |
| ---------------------------------------------------------------------------- | -------------------- | -------- | -------- | -------- | -------- | -------- | -------- | ------- | -------- |
| Lev Balangyin                                                                | 100 m gyors          | 59,6     | 4.       | 21.      | kiesett  | kiesett  | kiesett  | kiesett | kiesett  |
| Vitalij Szorokin                                                             | 100 m gyors          | 58,6     | 3.       | 16.      | 58,2     | 6.       | 12.      | kiesett | kiesett  |
| Borisz Nyikityin                                                             | 400 m gyors          | 4:42,8   | 5.       | 16.      |          |          |          | kiesett | kiesett  |
| Gennagyij Androszov                                                          | 1500 m gyors         | 19:22,6  | 5.       | 16.      |          |          |          | kiesett | kiesett  |
| Farid Dosayev                                                                | 200 m mell           | 2:43,9   | 3.       | 10.      |          |          |          | kiesett | kiesett  |
| Harisz Junyicsev                                                             | 200 m mell           | 2:41,2   | 2.       | 6.       |          |          |          | 2:36,8  |          |
| Igor Zaseda                                                                  | 200 m mell           | 2:40,1   | 1.       | 4.       |          |          |          | 2:39,0  | 5.       |
| Vitalij Szorokin Vlagyimir Sztruzsanov Gennagyij Nyikolajev Borisz Nyikityin | 4 × 200 m gyorsváltó | 8:39,5   | 2.       | 4.       |          |          |          | 8:34,7  |          |

Női
| Versenyző        | Versenyszám | Előfutam | Előfutam | Előfutam | Döntő   | Döntő    |
| Versenyző        | Versenyszám | Idő      | Hely.    | Össz.    | Idő     | Helyezés |
| ---------------- | ----------- | -------- | -------- | -------- | ------- | -------- |
| Liudmyla Klipova | 100 m hát   | 1:16,1   | 3.       | 14.      | kiesett | kiesett  |

## Vitorlázás
Nyílt
| Versenyző                                                | Versenyszám | Futam | Futam | Futam | Futam | Futam | Futam | Futam | Pontszám | Helyezés |
| Versenyző                                                | Versenyszám | 1     | 2     | 3     | 4     | 5     | 6     | 7     | Pontszám | Helyezés |
| -------------------------------------------------------- | ----------- | ----- | ----- | ----- | ----- | ----- | ----- | ----- | -------- | -------- |
| Yury Shavrin                                             | Finn dingi  | 402   | 402   | 703   | (226) | 256   | 402   | 499   | 2664     | 12.      |
| Tyimir Pinyegin Fjodor Sutkov                            | Csillaghajó | 335   | (277) | 277   | 335   | 277   | 277   | 277   | 1778     | 8.       |
| Aleksandr Chumakov Boris Ilyin                           | Sharpie     | 516   | 215   | 261   | (0)   | 437   | 437   | 613   | 2479     | 7.       |
| Konstantin Aleksandrov Lev Alekseyev Konstantin Melgunov | 5,5 méteres | 256   | 147   | 147   | (0)   | 402   | 323   | 323   | 1598     | 8.       |
| Ivan Matveyev Andrey Mazovka Pyotr Tolstikhin            | Sárkányhajó | 226   | 828   | 460   | (191) | 226   | 226   | 191   | 2157     | 11.      |

## Vívás
Férfi
| Versenyző                                                                                              | Versenyszám       | Csoportkör | Csoportkör | Csoportkör | Csoportkör       | Csoportkör | Csoportkör | Csoportkör | Csoportkör | Helyezés    |
| Versenyző                                                                                              | Versenyszám       | 1. kör | 1. kör     | Negyeddöntő | Negyeddöntő      | Elődöntő | Elődöntő   | Döntő | Döntő      | Helyezés    |
| Versenyző                                                                                              | Versenyszám       | Ellenfél Eredmény | Hely.      | Ellenfél Eredmény | Hely.            | Ellenfél Eredmény | Hely.      | Ellenfél Eredmény | Hely.      | Helyezés    |
| --- | ----------------- | --- | ---------- | --- | ---------------- | --- | ---------- | --- | ---------- | ----------- |
| Mark Midler                                                                                            | Tőr, egyéni       | |            | 4. csoport · Christian d’Oriola (FRA) · 5-4 · René Paul (GBR) · 5-1 · Fülöp Mihály (HUN) · 5-4 · David McKenzie (AUS) · 5-1 · Roland Asselin (CAN) · 5-2 · Emilio Echeverry (COL) · 5-2 · André Verhalle (BEL) · 1-5 | 1.               | 1. csoport · Raymond Paul (GBR) · 5-4 · André Verhalle (BEL) · 5-3 · Jurij Rudov (URS) · 5-2 · Albert Axelrod (USA) · 5-2 · Michael Sichel (AUS) · 5-1 · Claude Netter (FRA) · 0-5 · Antonio Spallino (ITA) · 2-5                                                                                         | 4.         | Döntő csoport · Claude Netter (FRA) · 5-1 · Raymond Paul (GBR) · 5-4 · Christian d’Oriola (FRA) · 4-5 · Giancarlo Bergamini (ITA) · 3-5 · Antonio Spallino (ITA) · 1-5 · Allan Jay (GBR) · 1-5 · Gyuricza József (HUN) · 0-5 | 7.         | 7.          |
| Jurij Oszipov                                                                                          | Tőr, egyéni       | |            | 2. csoport · Albert Axelrod (USA) · 5-3 · Günter Stratmann (EUA) · 5-0 · Edoardo Mangiarotti (ITA) · 5-3 · Jacques Lataste (FRA) · 5-3 · Gabriel Blando (COL) · 5-2 · Michael Sichel (AUS) · 3-5 · François Dehez (BEL) · 1-5 | 2.               | 2. csoport · Brian McCowage (AUS) · 5-3 · Christian d’Oriola (FRA) · 1-5 · Giancarlo Bergamini (ITA) · 3-5 · Gyuricza József (HUN) · 2-5 · Allan Jay (GBR) · 1-5 · Günter Stratmann (EUA) · 1-5 · René Paul (GBR) · nem vívtak                                                                            | 7.         | kiesett | kiesett    | helyezetlen |
| Jurij Rudov                                                                                            | Tőr, egyéni       | |            | 1. csoport · Antonio Spallino (ITA) · 5-2 · Harold Goldsmith (USA) · 5-2 · Benito Ramos (MEX) · 5-1 · Pablo Uribe (COL) · 5-3 · Masayuki Sano (JPN) · 5-2 · Allan Jay (GBR) · 2-5 · Gyuricza József (HUN) · nem vívtak | 2.               | 1. csoport · Albert Axelrod (USA) · 5-4 · Michael Sichel (AUS) · 5-4 · Claude Netter (FRA) · 0-5 · Raymond Paul (GBR) · 2-5 · Mark Midler (URS) · 2-5 · André Verhalle (BEL) · 0-5 · Antonio Spallino (ITA) · nem vívtak                                                                                  | 6.         | kiesett | kiesett    | helyezetlen |
| Arnold Csarnusevics                                                                                    | Párbajtőr, egyéni | 1. csoport · Sewall Shurtz (USA) · 5-3 · Ghislain Delaunois (BEL) · 5-5 · Émile Gretsch (LUX) · 5-1 · Roland Asselin (CAN) · 5-1 · Alfredo Yanguas (COL) · 5-3 · Väinö Korhonen (FIN) · nem vívtak                                                                 | 1.         | 2. csoport · Carlo Pavesi (ITA) · 5-1 · Roger Achten (BEL) · 5-2 · Per Carleson (SWE) · 1-5 · René Queyroux (FRA) · 4-5 · Balthazár Lajos (HUN) · 4-5 · Kinmont Hoitsma (USA) · 3-5 | 5.               | kiesett | kiesett    | kiesett | kiesett    | helyezetlen |
| Revaz Tsirek'idze                                                                                      | Párbajtőr, egyéni | 2. csoport · Günter Stratmann (EUA) · 5-4 · Siha Sukarno (INA) · 5-2 · Emiliano Camargo (COL) · 5-2 · Masayuki Sano (JPN) · 5-0 · Berndt-Otto Rehbinder (SWE) · 3-5 · Ivan Lund (AUS) · 4-5 · Jacques Debeur (BEL) · 4-5 · Rájátszás: · Jacques Debeur (BEL) · 4-5 | 5.         | kiesett | kiesett          | kiesett | kiesett    | kiesett | kiesett    | helyezetlen |
| Juozas Ūdras                                                                                           | Párbajtőr, egyéni | 4. csoport · Laurence Harding-Smith (AUS) · 5-1 · Luis Jiménez (MEX) · 5-2 · Édouard Schmit (LUX) · 4-5 · Rolf Wiik (FIN) · 2-5 · Carl Forssell (SWE) · 4-5 · Kinmont Hoitsma (USA) · 3-5                                                                          | 5.         | kiesett | kiesett          | kiesett | kiesett    | kiesett | kiesett    | helyezetlen |
| Jevhen Cserepovszkij                                                                                   | Kard, egyéni      | erőnyerő | erőnyerő   | 2. csoport · Gerevich Aladár (HUN) · nincs adat · Luigi Narduzzi (ITA) · nincs adat · Marcel Van Der Auwera (BEL) · nincs adat · Olgierd Porebski (GBR) · nincs adat · Marian Kuszewski (POL) · nincs adat · Emilio Echeverry (COL) · nincs adat · Összesítés: 3GY-3V (25-20) · Rájátszás: · Olgierd Porebski (GBR) · 5-0 · Marcel Van Der Auwera (BEL) · 1-5 | 3. Rájátszás: 1. | 1. csoport · Kárpáti Rudolf (HUN) · nincs adat · Jerzy Pawłowski (POL) · nincs adat · Jacques Lefèvre (FRA) · nincs adat · Luigi Narduzzi (ITA) · nincs adat · Günter Stratmann (EUA) · nincs adat · Allan Kwartler (USA) · nincs adat · Gastone Darè (ITA) · nincs adat · Összesítés: 3GY-4V (27-30)     | 5.         | kiesett | kiesett    | helyezetlen |
| Lev Kuznyecov                                                                                          | Kard, egyéni      | erőnyerő | erőnyerő   | 4. csoport · Jerzy Pawłowski (POL) · nincs adat · Gastone Darè (ITA) · nincs adat · George Worth (USA) · nincs adat · Ralph Cooperman (GBR) · nincs adat · Claude Gamot (FRA) · nincs adat · Leslie Fadgyas (AUS) · nincs adat · Összesítés: 3GY-3V (23-22) · Rájátszás: · George Worth (USA) · 5-4 · Ralph Cooperman (GBR) · nem vívtak                      | 4. Rájátszás: 2. | 2. csoport · Kovács Pál (HUN) · nincs adat · Gerevich Aladár (HUN) · nincs adat · Wojciech Zabłocki (POL) · nincs adat · Roberto Ferrari (ITA) · nincs adat · Jacques Roulot (FRA) · nincs adat · George Worth (USA) · nincs adat · Marcel Van Der Auwera (BEL) · nincs adat · Összesítés: 4GY-3V (30-23) | 6.         | Döntő csoport · Kárpáti Rudolf (HUN) · nincs adat · Jerzy Pawłowski (POL) · nincs adat · Jacques Lefèvre (FRA) · nincs adat · Gerevich Aladár (HUN) · nincs adat · Wojciech Zabłocki (POL) · nincs adat · Kovács Pál (HUN) · nincs adat · Luigi Narduzzi (ITA) · nincs adat · Összesítés: 4GY-3V (29-24) · Rájátszás: A bronzéremért · Jacques Lefèvre (FRA) · 5-2 | 3.         |             |
| Jakov Rilszkij                                                                                         | Kard, egyéni      | erőnyerő | erőnyerő   | 1. csoport · Roberto Ferrari (ITA) · nincs adat · Kovács Pál (HUN) · nincs adat · Jacques Lefèvre (FRA) · nincs adat · Allan Kwartler (USA) · nincs adat · Teodoro Goliardi (URU) · nincs adat · Benito Ramos (MEX) · nincs adat · Összesítés: 2GY-4V (18-26)                                                                                                 | 5.               | kiesett | kiesett    | kiesett | kiesett    | helyezetlen |
| Yury Ivanov Mark Midler Jurij Oszipov Aleksandr Ovsyankin Jurij Rudov Viktor Zsdanovics                | Tőr, csapat       | 1. csoport · Franciaország (FRA) · 9-7 · Belgium (BEL) · 7-9 | 2.         | |                  | 2. csoport · Magyarország (HUN) · 5-11 · Franciaország (FRA) · 4-9 | 3.         | kiesett | kiesett    | =5.         |
| Arnold Csarnusevics Valentin Csernikov Lev Saychuk Revaz Tsirek'idze Juozas Ūdras Valentin Vdovichenko | Párbajtőr, csapat | 2. csoport · Svédország (SWE) · 9-7 · Kolumbia (COL) · 15-1 · Magyarország (HUN) · nem vívtak | 2.         | |                  | 2. csoport · Nagy-Britannia (GBR) · 6-10 · Franciaország (FRA) · 7-9 | 3.         | kiesett | kiesett    | =5.         |
| Leonyid Bogdanov Jevhen Cserepovszkij Lev Kuznyecov Jakov Rilszkij David Tisler                        | Kard, csapat      | 3. csoport · Ausztrália (AUS) · 14-2 · Franciaország (FRA) · nem vívtak | 1.         | |                  | 1. csoport · Franciaország (FRA) · 7-9 · Olaszország (ITA) · 9-7 | 2.         | Döntő csoport · Magyarország (HUN) · 7-9 · Lengyelország (POL) · 7-9 · Franciaország (FRA) · 8-7 | 3.         |             |

Női
| Versenyző              | Versenyszám | Csoportkör | Csoportkör | Csoportkör | Csoportkör | Csoportkör        | Csoportkör | Helyezés    |
| Versenyző              | Versenyszám | 1. kör | 1. kör     | Elődöntő | Elődöntő   | Döntő             | Döntő      | Helyezés    |
| Versenyző              | Versenyszám | Ellenfél Eredmény | Hely.      | Ellenfél Eredmény | Hely.      | Ellenfél Eredmény | Hely.      | Helyezés    |
| ---------------------- | ----------- | --- | ---------- | --- | ---------- | ----------------- | ---------- | ----------- |
| Emma Yefimova          | Tőr, egyéni | 1. csoport · Maxine Mitchell (USA) · 4-1 · Velleda Cesari (ITA) · 4-0 · Mary Glen-Haig (GBR) · 4-1 · Denise O'Brien (AUS) · 4-0 · Dömölky Lídia (HUN) · 3-4 · Catherine Delbarre (FRA) · 2-4                                   | 2.         | 1. csoport · Maxine Mitchell (USA) · 4-0 · Bruna Colombetti (ITA) · 1-4 · Karen Lachmann (DEN) · 1-4 · Renée Garilhe (FRA) · 3-4 · Ellen Müller-Preis (AUT) · 0-4 | 5.         | kiesett           | kiesett    | helyezetlen |
| Valentyina Rasztvorova | Tőr, egyéni | 3. csoport · Judy Goodrich (USA) · 4-1 · Nyári Magda (HUN) · 4-3 · Joy Hardon (AUS) · 4-1 · Gillian Sheen (GBR) · 3-4 · Orbán Olga (ROU) · 3-4 · Renée Garilhe (FRA) · 2-4 · Karen Lachmann (DEN) · 2-4                        | 5.         | kiesett | kiesett    | kiesett           | kiesett    | helyezetlen |
| Nadezhda Shitikova     | Tőr, egyéni | 2. csoport · Pilar Roldán (MEX) · 4-3 · Ecaterina Orb (ROU) · 4-0 · Lois Joseph (AUS) · 4-3 · Janice-Lee York-Romary (USA) · 2-4 · Ellen Müller-Preis (AUT) · 3-4 · Bruna Colombetti (ITA) · 1-4 · Régine Veronnet (FRA) · 2-4 | 6.         | kiesett | kiesett    | kiesett           | kiesett    | helyezetlen |

## Vízilabda
| Szovjet férfi vízilabdacsapat-játékoskeret                                               | Szovjet férfi vízilabdacsapat-játékoskeret                                                   |
| ---------------------------------------------------------------------------------------- | -------------------------------------------------------------------------------------------- |
| - Viktor Agejev - Pjotr Breusz - Borisz Gojhman - Nodar Gvaharija - Vjacseszlav Kurennoj | - Borisz Markarov - Pjotr Msvenyieradze - Valentyin Prokopov - Mihail Rizsak - Jurij Sljapin |

### Eredmények
Csoportkör
A csoport
| Csapat            | M | Gy | D | V | G+ | G– | Gk  | P |
| ----------------- | - | -- | - | - | -- | -- | --- | - |
| Jugoszlávia (YUG) | 3 | 3  | 0 | 0 | 15 | 5  | +10 | 6 |
| Szovjetunió (URS) | 3 | 2  | 0 | 1 | 9  | 6  | +3  | 4 |
| Románia (ROU)     | 3 | 1  | 0 | 2 | 9  | 9  | 0   | 2 |
| Ausztrália (AUS)  | 3 | 0  | 0 | 3 | 3  | 16 | –13 | 0 |

| 1956. november 28. 19:30 | Jugoszlávia (YUG) | 3 – 2 | Szovjetunió (URS) |  |
| 1956. november 28. 19:30 | (2 – 1)           |       |                   |  |
| 1956. november 28. 19:30 |                   |       |                   |  |

| 1956. november 29. 21:15 | Szovjetunió (URS) | 4 – 3 | Románia (ROU) |  |
| 1956. november 29. 21:15 | (2 – 1)           |       |               |  |
| 1956. november 29. 21:15 |                   |       |               |  |

| 1956. november 30. 16:00 | Szovjetunió (URS) | 3 – 0 | Ausztrália (AUS) |  |
| 1956. november 30. 16:00 | (2 – 0)           |       |                  |  |
| 1956. november 30. 16:00 |                   |       |                  |  |

Döntő csoport
| 1956. december 1. 14:40 | Szovjetunió (URS) | 3 – 2 | Olaszország (ITA) |  |
| 1956. december 1. 14:40 | (3 – 2)           |       |                   |  |
| 1956. december 1. 14:40 |                   |       |                   |  |

| 1956. december 5. 16:40 | Szovjetunió (URS) | 3 – 1 | Egyesült Államok (USA) |  |
| 1956. december 5. 16:40 |                   |       |                        |  |
| 1956. december 5. 16:40 |                   |       |                        |  |

| 1956. december 6. 15:25 | Magyarország (HUN) | 4 – 0 | Szovjetunió (URS) |  |
| 1956. december 6. 15:25 | (2 – 0)            |       |                   |  |
| 1956. december 6. 15:25 |                    |       |                   |  |

 megjegyzés: Ez a mérkőzés volt a melbourne-i vérfürdő néven elhíresült esemény.
| 1956. december 7. 14:00 | Szovjetunió (URS) | 6 – 4 | Egyesült Német Csapat (EUA) |  |
| 1956. december 7. 14:00 | (3 – 3)           |       |                             |  |
| 1956. december 7. 14:00 |                   |       |                             |  |

A táblázat tartalmazza az A csoportban lejátszott Jugoszlávia – Szovjetunió 3–2-es eredményt.
| Csapat                      | M | Gy | D | V | G+ | G– | Gk  | P  |
| --------------------------- | - | -- | - | - | -- | -- | --- | -- |
| Magyarország (HUN)          | 5 | 5  | 0 | 0 | 20 | 3  | +17 | 10 |
| Jugoszlávia (YUG)           | 5 | 3  | 1 | 1 | 13 | 8  | +5  | 7  |
| Szovjetunió (URS)           | 5 | 3  | 0 | 2 | 14 | 14 | 0   | 6  |
| Olaszország (ITA)           | 5 | 2  | 0 | 3 | 10 | 13 | –3  | 4  |
| Egyesült Államok (USA)      | 5 | 1  | 0 | 4 | 10 | 20 | –10 | 2  |
| Egyesült Német Csapat (EUA) | 5 | 0  | 1 | 4 | 11 | 20 | –9  | 1  |

| Csapat            | Helyezés |
| ----------------- | -------- |
| Szovjetunió (URS) |          |